# Geologia diluviana
A geologia diluviana é uma tentativa pseudocientífica de interpretar a história geológica da Terra em termos do dilúvio universal descrito no Livro do Génesis. Visões semelhantes tiveram um papel no desenvolvimento inicial da geologia como ciência, mesmo depois da cronologia bíblica ter sido rejeitada por geólogos em favor de uma Terra antiga. Geólogos diluvianos modernos, quase sempre criacionistas da Terra Jovem,  consideram a historicidade da Bíblia inimpugnável.
A geologia diluviana contradiz o consenso científico em geologia, física, química, genética molecular, biologia evolutiva, arqueologia e paleontologia, e a comunidade científica considera o tema como pseudociência.

## História da geologia diluviana

### O dilúvio universal na história da geologia
Muitos cristãos (incluindo Tertúlio, Crisóstomo e Agostinho de Hipona) acreditavam que os fósseis provinham de organismos mortos e enterrados durante a breve duração do Dilúvio. Eusébio de Cesareia, ao compor sua cronologia, apresentou evidências paleontológicas do dilúvio: em sua época foram encontrados fósseis de peixes no alto do Monte Líbano. A aceitação desta ideia foi aumentada pela peculiaridade geológica do norte da Europa onde a maior parte da superfície está coberta por camadas de "loam" e gravilha assim como blocos erráticos depositados a centenas de quilómetros dos seus locais de origem. Os primeiros geólogos interpretaram essas características como o resultado de cheias massivas (em meados do século XIX, os geólogos aceitaram que tinham sido formadas pelas glaciações da idade do gelo).  O dilúvio universal era associado com perturbações geográficas enormes, com velhos continentes a submergirem e novos a erguerem-se, transformando assim leitos marinhos antigos em picos de montanhas.
Durante o Iluminismo, obras significativas foram compiladas sugerindo causas naturais para os milagres contados na Bíblia. Explicações naturalistas para uma cheia global foram propostas em obras como, An Essay Toward a Natural History of the Earth (1695) por  John Woodward e New Theory of the Earth (1696) pelo aluno de Woodward William Whiston, Les époques de la nature (1778) por Buffon, La Genese (1869) por Allan Kardec.
A ciência moderna da geologia foi fundada na Europa no século XVIII. Os seus praticantes procuravam perceber a história e formação da Terra através das evidências físicas encontradas nas rochas e minerais. Como muitos dos primeiros geólogos eram clérigos, naturalmente procuravam ligar a história geológica do mundo com o descrito na Bíblia. A teoria antiga de que os fósseis resultaram de "forças plásticas" dentro da crosta terrestre tinha sido abandonada por esta altura, com o reconhecimento de que eles representavam os vestígios de criaturas outrora vivas. Isto, no entanto, suscitava uma grande questão: como é que fósseis de criaturas marinhas acabavam em terra ou no topo de montanhas?
Por volta do início do século XIX, já se pensava que a idade da Terra era bem maior do que o sugerido pela interpretação literal da Bíblia (Benoît de Maillet tinha estimado uma idade de 2,4 mil milhões de anos em 1732 em contraponto aos 6 000 anos propostos pelo Arcebispo James Ussher na sua cronologia). Em 1823, o Reverendo William Buckland, primeiro professor de geologia na Universidade de Oxford, interpretou fenómenos geológicos como Reliquiae Diluvianae; relíquias da cheia atestando a acção de um Dilúvio Universal. O seu ponto de vista era apoiado por outros clérigos naturalistas ingleses da época incluindo o influente Adam Sedgwick, mas estas ideias eram disputadas por geólogos europeus continentais e, por volta de 1830, Sedgwick ficou convencido pelas suas próprias descobertas que as evidências apenas mostravam cheias locais.
A promoção feita por Charles Lyell do uniformitarianismo de James Hutton advogava o princípio que mudanças geológicas que ocorreram no passado podem ser percebidas ao estudar fenómenos da actualidade. Em comum com Newton, Hutton assumia que o sistema mundial era estável desde o dia da criação, mas ao contrário de Newton ele incluía nesta visão não só a noção do movimento de corpos celestiais e processos como mudanças químicas na Terra, mas também processos de mudança geológica. Christopher Kaiser escreve:
Em outras palavras, em comparação com o de Newton, o de Hutton era um conceito de ordem superior do sistema da natureza que incluía não só a estrutura do mundo presente, mas o processo (ou história natural) através da qual a estrutura presente entrou na existência e foi mantida. Como Newton, e em contraste com materialistas como Buffon e neomecanistas como Laplace, as origens do sistema estavam fora do âmbito da ciência para Hutton: na natureza não encontrou 'nenhum vestígio de um princípio - nenhuma perspectiva de um fim'. Mas Hutton chegou o mais perto possível de ser um neomecanista sem ter que mudar o enquadramento Newtoniano de Deus e natureza. Apenas a estipulação newtoniana de que Deus tinha pessoalmente desenvolvido o presente sistema da natureza se entrepunha entre a teologia natural e a retirada de Deus da ciência por completo… Tal como Derham e Cotes, Hutton acreditava que Deus tinha implantado princípios activos na natureza durante a criação em quantidade suficiente para dar conta de todas as funções naturais.
A ideia de que todas as camadas geológicas foram produzidas por uma única cheia foi rejeitada em 1837 por Buckland que escreveu:
Alguns tentaram atribuir a formação de todas as rochas estratificadas ao efeito do Dilúvio de Moisés; uma opinião que é irreconciliável com a enorme espessura e quase infinita subdivisão desses estratos, e com as sucessões numerosas e regulares que contêm os restos de animais e vegetais, diferindo cada vez mais de espécies existentes, à medida que os estratos são encontrados a cada vez maiores profundidades. O facto que uma grande proporção destes vestígios pertencerem a géneros extintos, e quase todos a espécies extintas, que viveram e se multiplicaram e morreram em ou perto de sítios onde foram agora encontrados, mostra que estes estratos nos quais eles ocorrem foram depositados lentamente e gradualmente, durante longos períodos de tempo, e em intervalos largamente distantes.
Durante um período, Buckland continuou a insistir que algumas camadas geológicas estavam relacionadas com o Dilúvio, mas começou a aceitar a ideia de que representavam múltiplas inundações que ocorreram bem antes dos humanos existirem. Foi convencido pelo geólogo suíço Louis Agassiz de que muitas das evidências nas quais ele se baseava eram de facto produto de idades do gelo antigas, e tornou-se um dos maiores defensores da teoria das glaciações de Agassiz.  A corrente científica dominante abandonou a ideia da geologia diluviana que requeria desvios substanciais dos processos físicos actuais.

### Reemergência da geologia diluviana
A geologia diluviana foi desenvolvida como uma iniciativa criacionista no século XX por George McCready Price, um adventista do sétimo dia e geólogo amador que escreveu um livro em 1923 fornecendo uma perspectiva adventista do sétimo dia sobre a geologia. A obra de Price foi subsequentemente adaptada e actualizada por Henry M. Morris e John C. Whitcomb, Jr. no seu livro The Genesis Flood em 1961. Whitcomb ficou motivado depois de ler o livro The Christian View of Science and Scripture (1954) pelo teólogo Bernard Ramm.  Ramm apoiava a perspectiva de que cientistas que eram cristãos poderiam chegar a interpretações alternativas à criação estrita em seis dias, tal como promovido por Price, que são tanto bíblicas como concordantes com as evidências científicas actuais. Morris e Whitcomb argumentavam que a Terra era geologicamente recente, que a Queda do Homem despoletou a segunda lei da termodinâmica, e que o Dilúvio depositou a maioria dos estratos geológicos em um ano. Já as Testemunhas de Jeová acreditam que a criação ocorreu conforme descrito no livro de Gênesis, mas em 6 dias simbólicos, devido ao uso do termo "dia" se referir a diferentes períodos de tempo em outras passagens bíblicas, como em 2 Pedro 3:8. Devido a essa diferença, as Testemunhas de Jeová evitam dizer que são criacionistas.
O livro de Ramm apoiava a dissidência religiosa e científica da geologia diluviana. J. Laurence Kulp, um geólogo associado aos Irmãos de Plymouth, juntou-se a outros geólogos, arqueólogos, antropólogos e biólogos cristãos cujo trabalho estava relacionado com datação por radiocarbono, para persuadir a organização cristã, American Scientific Affiliation (ASA), a não apoiar ou endossar oficialmente a geologia diluviana mas permitir aos seus membros seguir as evidências científicas em lugar de uma interpretação literal da Bíblia. Kulp também escreveu uma crítica detalhada à geologia diluviana, intitulada Deluge Geology, publicada no Journal of the American Scientific Affiliation em 1950. Quando a ASA se recusou a alinhar-se com a geologia diluviana, uma nova geração de criacionistas da Terra Jovem foi fundada, muitos dos quais se organizaram à volta do Institute for Creation Research de Morris. Pesquisas subsequentes pela Creation Research Society observou e analisou formações geológicas, dentro da perspectiva da geologia diluviana, incluindo os poços de alcatrão de La Brea, a formação Tavrik (em russo: "Tavricheskaya formatsiya") na Península da Crimeia e  Stone Mountain, na Geórgia, Estados Unidos. Em cada caso, os criacionistas reclamaram que a geologia diluviana tinha um poder explanatório maior do que a explicação uniformitarista. A Creation Research Society reclamava que o "uniformitarismo" é wishful thinking.

## Base bíblica
Geologia diluviana é baseada numa interpretação literal da narrativa do dilúvio presente no Livro do Génesis (Genesis 6–9). A narrativa começa com a decisão de Deus de provocar um dilúvio que exterminaria toda a vida na Terra excepto aqueles a serem salvos na Arca de Noé. No 600º ano de vida de Noé, Deus abre as "nascentes das profundezas" e as "janelas do Céu" e causa a queda de chuva na terra durante 40 dias e noites. A cheia sobe durante 150 dias e cobre "todas as montanhas altas abaixo do céu", a Arca nesse ponto ancora nas monthanhas. As águas retraem-se durante 150 dias, a terra seca e Noé e a sua família e os animais (incluindo aves) emergem para restabelecer a vida na Terra. (Seeley sugere que os autores do Génesis, tal como outras pessoas do antigo Oriente Próximo, concebiam a Terra como um disco achatado e circular, flutuando como uma bolha numa superfície ilimitada de água, com um céu sólido (o firmamento) separando a terra seca habitada pelo homem das águas envolventes; quando Deus abre as "janelas do céu" e as "nascentes das profundezas", são estas águas que provocam as cheias no mundo.
O Génesis também contém uma cronologia que coloca o Dilúvio no ano 1656 depois da Criação no texto Hebreu padrão (o Texto Massorético - outros textos têm cronologias ligeiramente diferentes). Correlacionar isto com uma data no calendário moderno tem sido contencioso - houve mais do que duzentas tentativas, com resultados variando entre 2304  a 6934 anos a.C. — mas a geologia diluviana moderna tenta ajustar o tempo geológico dentro de um conceito de uma Terra "jovem".
Pesquisadores propõem que a história do dilúvio foi escrito por volta de 550–450 a.C. como uma reformulação do antigo mito mesopotâmico do herói da cheia Utnapistim. Assim, para o(s) autor(es) do Génesis, o objectivo da história seria mais teológico, elevando o monoteísmo hebraico acima do politeísmo babilónico. Dentro da narrativa geral do Génesis, o Dilúvio reflecte, mas no sentido inverso, a criação dos "céus e da terra" no capítulo 1 do Génesis. Essa história conta como Deus criou uma Terra que é boa, mas que se corrompe com violência, até que no capítulo 6 do Génesis decide destruir toda a vida. Deus faz isto abrindo as "janelas do firmamento" e as "fontes das profundezas" e permitindo a entrada das águas do cosmos. A cronologia do Dilúvio replica a cronologia dos sete dias da Criação: começa no segundo mês, equivalente ao segundo dia da Criação, o dia em que o firmamento foi criado; as águas depois sobem por 150 dias (cinco meses de 30 dias cada), até que ao fim de seis meses (equivalente aos seis dias de criação) a arca pousa no pico montanhoso mais alto. (Para sublinhar este ponto, o nome de Noé em hebraico significa "descanso".) Depois de um mês de descanso (o equivalente ao sétimo dia da Criação), as águas recedem durante 150 dias/cinco meses enquanto o mundo é "recriado": no sexto mês Noé espera, e no sétimo ele e os animais saem da arca e dão graças a Deus.
Crença numa Cheia Universal e uma história da Terra com seis mil anos tinha sido largamente abandonada em meados do século XIX. O seu reavivar nos Estados Unidos pode ser datado ao início do século XX; as razões para este fenómeno são complexas, mas o raciocínio teológico foi declarado por muitos literalistas, incluindo o Answers in Genesis:

O debate sobre a idade da terra é no fundo uma questão de em quem vamos confiar: no Criador omnisciente e honesto que nos deu o Seu livro inerrante (a Bíblia) ou em criaturas finitas e pecaminosas que nos dão os seus livros que contêm erros e são por isso frequentemente revistos. Se confiar firmemente e ler cuidadosamente a Bíblia e tornar-se informado sobre interpretações criacionistas do registo geológico, pode facilmente ver como as rochas da terra confirmam fortemente os ensinamentos da Bíblia, tanto sobre o Dilúvio de Noé como de uma terra jovem.

## Evidências citadas em apoio a uma cheia global

### Fósseis
A coluna geológica e o registo fóssil são usados como evidências principais na explicação científica moderna do desenvolvimento e evolução da vida na Terra assim como um meio de estabelecer a idade da Terra. Criacionistas da Terra Jovem como Morris e Whitcomb no seu livro de 1961, The Genesis Flood, negam que o registo fóssil na coluna geológica represente a evolução da vida na terra ao longo de milhões de anos. A idade dos fósseis depende da quantidade de tempo creditada à coluna geológica, que eles consideram ser de cerca de um ano. Alguns apoiantes da geologia diluviana disputam a coluna geológica global da geologia uma vez que fósseis de idade são usados para ligar geograficamente estratos isolados a outros estratos de outros locais. Os fósseis são muitas vezes datados pela sua proximidade a estratos que contêm fósseis de idade cuja idade foi determinada pela sua localização na coluna geológica. Oard e outros reclamam que a identificação de fósseis como fósseis de idade têm sido demasiadamente sujeita a erros para que possa se fazer estas correlações, ou para datar estratos locais usando a escala geológica conjunta.
Outros criacionistas aceitam a existência da coluna geológica e acreditam que ela indica a sequência de eventos que poderiam ter ocorrido durante o Dilúvio. Esta é a interpretação é tomada por criacionistas do Institute for Creation Research tais como Andrew Snelling, Steven A. Austin e Kurt Wise, assim como pelo Creation Ministries International. Citam a Explosão Cambriana — a aparição de fósseis abundantes no período Ediacarano superior e Câmbrico inferior — como a fronteira pré-Dilúvio/pós-Dilúvio, a presença em tais sedimentos de fósseis que não ocorrem mais tarde no registo geológico como parte de biota pré-dilúvio que pereceu e a ausência de organismos fossilizados que aparecem mais tarde, tais como angiospérmicas e mamíferos, como sendo devido à erosão de sedimentos depositados pelo dilúvio quando as águas recuaram da terra. Criacionistas notam que a fossilização só consegue se dar quando o organismo é enterrado rapidamente para proteger os cadáveres da destruição por animais necrófagos ou decomposição. Eles propõem que o registo fóssil evidencia um dilúvio catastrófico único e não um registo de uma série de mudanças lentas acumuladas ao longo de milhões de anos.
Geólogos diluvianos propuseram várias hipóteses de reconciliar a sequência de fósseis evidente na coluna fóssil com a versão literal da cheia de Noé presente na Bíblia. Whitcomb e Morris propõem três factores possíveis. Uma é hidrológica, onde a impulsão relativa dos vestígios baseada na forma e densidade dos organismos determinavam a sequência em que os seus vestígios sedimentavam no fundo das águas das cheias. O segundo factor proposta era ecológico, sugerindo que os organimso que viviam no fundo do oceano sucumbiam primeiro na cheia e aqueles que viviam em maiores altitudes em último. O terceiro factor era anatómico e comportamental, a sequência ordenada na coluna fóssil resultava das diferentes respostas à subida das águas entre vários tipos de organismo devida às suas diferentes mobilidades e habitats originais.  Num cenário avançado por Morris, os cadáveres de vida marinha eram os primeiros a sedimentar no fundo, seguidos pelos répteis de terras baixas que se mexem mais devagar, e culminado com a humanidade cuja inteligência superior e habilidade de fugir permitira-nos chegar a elevações superiores antes de serem superados pelas águas das cheias.
Alguns criacionistas acreditam que depósitos de petróleo e carvão formaram-se rapidamente em camadas sedimentares à medida que vulcões e águas das cheias achataram florestas e enterraram os destroços. Acreditam que a vegetação decompõe-se rapidamente em petróleo e carvão dado o calor das águas subterrâneas à medida que elas foram libertadas da Terra durante a cheia o pelas altas temperaturas criadas quando os vestígios foram comprimidos pela água e sedimento.
Criacionistas continuam a procurar evidências no mundo natural que considerem consistentes com a descrição acima, tais como evidência de formação rápida. Por exemplo, têm havido reivindicações de marcas de gotas da chuva e ondulação da água na fronteira entre camadas, por vezes associadas às supostas pegadas fossilizadas de homens e dinossauros a andar juntos. Tais evidências destas pegadas foram desacreditadas por cientistas e algumas foi demonstrado elas serem falsas.

### Histórias de cheias bem disseminadas
Embora não seja evidência geológica, crentes na Geologia Diluviana também apontam para a existência de histórias sobre um dilúvio em muitas culturas, lugares e religiões; isto, segundo sugerem, é evidência de um evento real no passado histórico porque cheias locais não explicariam as semelhanças nas histórias.
Antropólogos geralmente rejeitam esta visão e sinalizam o facto que grande parte da população humana vive perto de fontes de água como rios e zonas costeiras, onde cheias severas são esperadas ocasionalmente e serão registadas na mitologia tribal. Os geólogos William Ryan e Walter C. Pitman, III sugeriram que o rápido enchimento do Mar Negro (ca. 7000 a.C.) no fim da última Idade do Gelo pode ser responsável pelos mitos diluvianos no Próximo Oriente. Evidência mais recente sugere que, se houve uma inundação, ela foi menor do que sugerido por Ryan e Pittman.

## Mecanismos propostos na geologia diluviana

### Subdução descontrolada
Durante as últimas duas décadas, a maioria dos mecanismos de inundação propostos envolve várias formas de "subducção descontrolada", ou o movimento rápido das placas tectónicas.
Uma forma específica de subducção descontrolada é chamada "tectónica de placas catastrófica", proposta pelo geofísico John Baumgardner e apoiada pelo Institute for Creation Research e  Answers in Genesis. Segundo esta proposta, o mergulho rápido de antigas placas oceânicas no manto é causado por um mecanismo desencadeante desconhecido que aumentou as pressões locais do manto até ao ponto em que a sua viscosidade diminuiu várias ordens de magnitude segundo as propriedades conhecidas dos silicatos do manto. Uma vez iniciado, o mergulho das placas causou o alastramento da baixa viscosidade no manto, resultando em convecção e movimento tectónico descontrolados à medida que os continentes eram arrastados sobre a superfície da Terra. Assim que as antigas placas oceânicas, que se crê serem mais densas que o manto, atingiram a base do manto foi atingido um equilíbrio. As pressões diminuíram, a viscosidade aumentou, a convecção descontrolada no manto parou, deixando a superfície da Terra rearranjada. Os proponentes apontam para blocos que sofreram subducção e que são relativamente frios, o que eles vêem como evidência de que tais blocos não estão ali há milhões de anos em equilíbrio térmico.
A tectónica de placas catastrófica é também associada com a teoria criacionista de que o campo magnético terrestre inverteu a sua direção muitas vezes em sucessão rápida durante o ano de dilúvio global.
A hipótese da tectónica de placas catastrófica é considerada pseudociência e é rejeitada por uma grande maioria dos geólogos a favor da teoria geológica da tectónica de placas convencional. Foi argumentado que a tremenda libertação de energia necessária a tal evento levaria à evaporação dos oceanos terestres, tornando o dilúvio global impossível. Não só falta à tectónica de placas catastrófica um qualquer mecanismo geofísico plausível por meio do qual as suas alterações possam ocorrer, mas é também contrariada por uma quantidade considerável de evidências geológicas (que por outro lado são consistentes com a tectónica de placas convencional), incluindo:
- O facto de várias cadeias de ilhas oceânicas vulcânicas, como os ilhas do Havaí, apresentarem evidências de que o fundo oceânico se deslocou sobre pontos quentes vulcânicos. Estas ilhas têm idades muito variadas (determinadas por datação radiométrica e erosão relativa) que contraditam a hipótese de tectónica catastrófica de movimento rápido a qual implica idades similares.
- A datação radiométrica e as taxas de deposição no fundo oceânico contraditam também a hipótese de que tudo teve um início de existência quase contemporâneo.
- A tectónica catastrófica não permite tempo suficiente para que os picos dos guyots fossem erodidos (produzindo estes montes submarinos com os seus característicos topos aplanados).
- A subducção descontrolada não explica o tipo de colisão continental ilustrada pelas placas indiana e euroasiática (ver orogenia).

A tectónica de placas convencional já toma em conta as evidências geológicas, incluindo inúmeros detalhes que tectónica de placas catastrófica não pode tomar em conta, como por exemplo, porque existe ouro na Califórnia, prata no Nevada, planícies salgadas no Utah e carvão na Pensilvânia, sem necessitar um qualquer mecanismo extraordinário para tal.

### Canópia de vapor ou de água
Isaac Vail (1840–1912), um professor quaker, extrapolou a partir da hipótese nebular, no seu trabalho de 1912 The Earth's Annular System, o que chamou de sistema anular da história da terra, com a terra sendo originalmente rodeada por anéis semelhantes aos de Saturno ou canópias de vapor de água. Estas hipoteticamente teriam, uma por uma, colapsado na terra, resultando numa "sucessão de cataclismos estupendos, separados por períodos de tempo desconhecidos" enterrando fósseis. O dilúvio do Génesis teria sido causado pelo "último resquício" deste vapor. Apesar desta última cheia ser geologicamente significativa, a hipótese seria que explicava bastante menos do registo fóssil do que o atribuído por George McCready Price.
Esta hipótese ganhou alguns seguidores ente Testemunhas de Jeová e do físico adventista Robert W. Woods, antes de lhe ser dada proeminência e mencionada repetidamente em The Genesis Flood em 1961.
Apesar da teoria da canópia de vapor ter caído em desfavor entre a maioria dos criacionistas, Dillow e Vardiman tentaram defender recentemente a teoria.

## A geologia moderna e a geologia diluviana

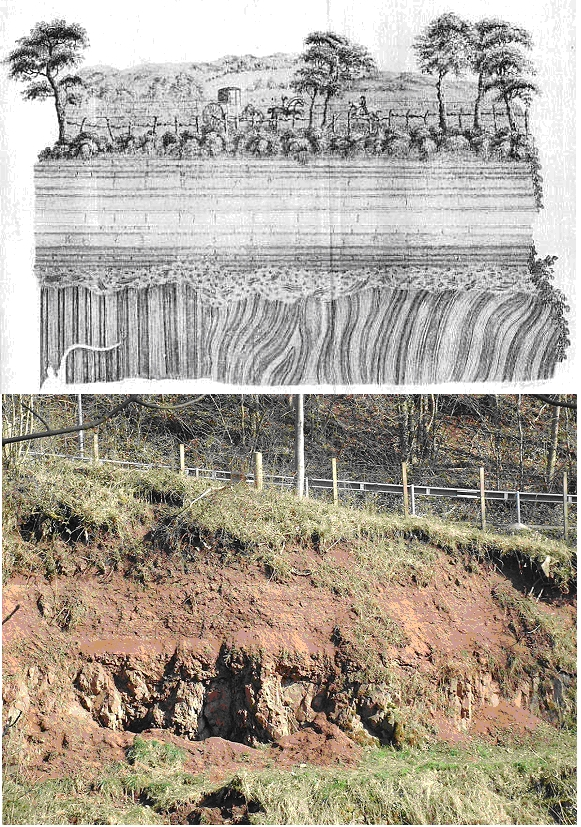
No século XVIII, descobertas como a Desconformidade de Hutton mostrando camadas inclinadas, erodidas, e sobrepostas, demonstraram o abismo temporal na escala de tempo geológico.

A geologia moderna, e as suas subdisciplimas das ciências da Terra, geoquímica, geofísica, paleoclimatologia, paleontologia e outras disciplinas científicas utilizam o método científico na análise da geologia da Terra. Os princípios-chave da geologia diluviana são refutados por análise científica e não têm qualquer aceitação entre a comunidade científica. A geologia moderna apoia-se em vários princípios estabelecidos, sendo um dos mais importantes o princípio do uniformitarismo de Charles Lyell. Sobre as forças geológicas afirma que as formas da Terra ocorreram por intermédio de forças de ação lenta cujo efeito pode ser observado no presente. Ao aplicarem estes princípios, os geólogos determinaram que a Terra tem aproximadamente 4,5 mil milhões de anos de idade, estudando a litosfera da Terra para obter informação sobre a história do planeta. Os geólogos dividem a história da Terra em éons, eras, períodos, épocas e estágios faunais caracterizados por quebras bem definidas no registo fóssil (ver escala de tempo geológico).  Em geral, há uma ausência de evidências para qualquer um dos efeitos descritos acima propostos pelos geólogos diluvianos e as suas ideias sobre a deposição de camadas fósseis não são levadas a sério pelos cientistas.

### Erosão

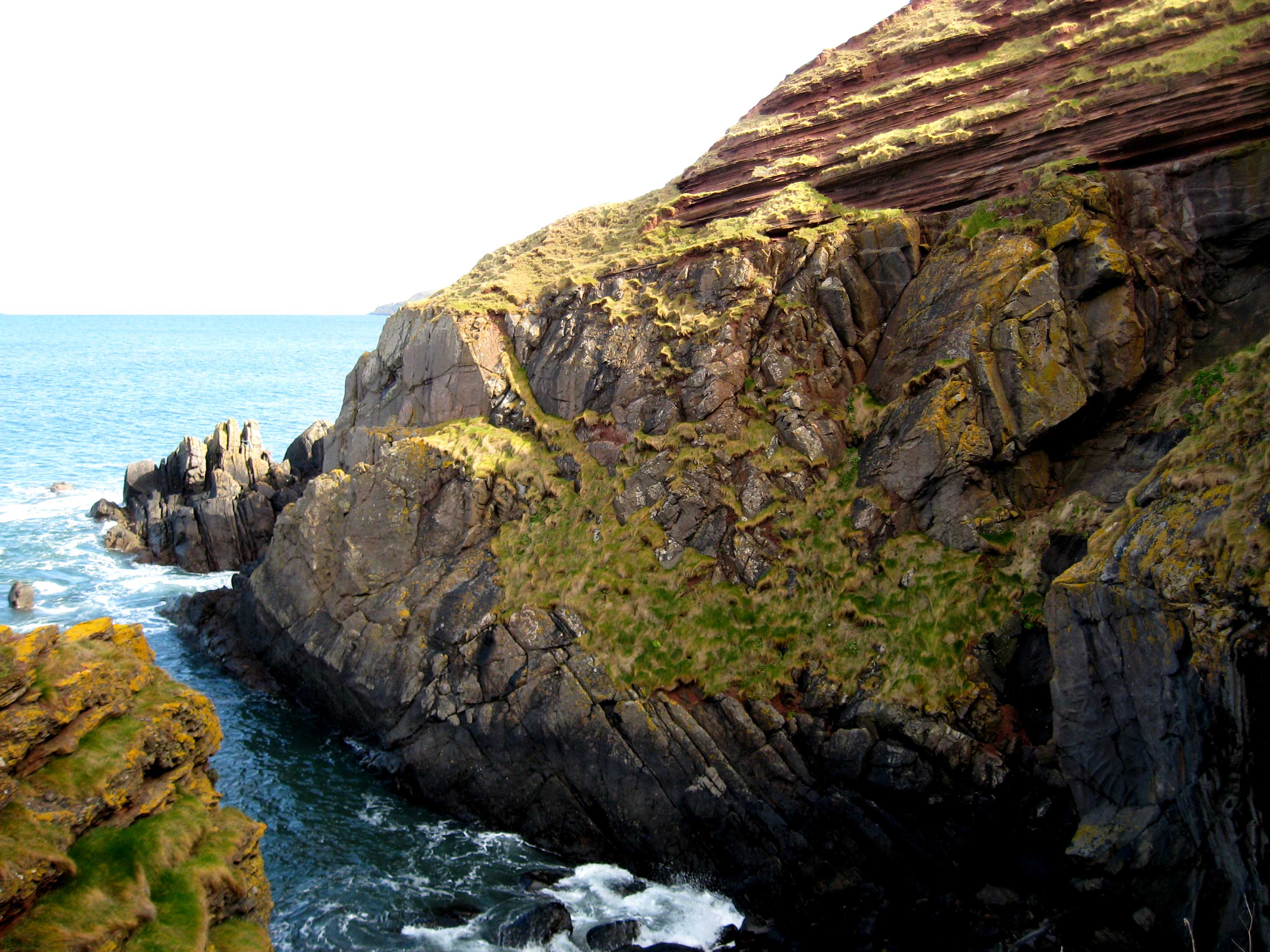
A desconformidade angular encontrada por James Hutton em 1788 em Siccar Point demonstrou o tempo necessário à erosão de rochas inclinadas e deposição de camadas sobrejacentes.

O dilúvio global não pode explicar formações geológicas como as desconformidades angulares, nas quais rochas sedimentares foram erguidas e erodidas, sendo depositadas em cima mais camadas sedimentares, processos que requerem grandes períodos de tempo. Há também a questão do tempo necessário à erosão de vales em montanhas de rochas sedimentares. Noutro exemplo, o dilúvio, se tivesse ocorrido, deveria ter produzido também efeitos de grande escala por todo o mundo. A erosão deveria ser distribuída de modo uniforme, contudo os graus de erosão, nos Montes Apalaches e nas Montanhas Rochosas, por exemplo, diferem bastante.

### Geocronologia
A geocronologia é a ciência da determinação da idade absoluta das rochas, fósseis, e sedimentos usando uma variedade de técnicas. Estes métodos indicam que a Terra como um todo tem pelo menos 4,5 mil milhões de anos de idade, e que os estratos que, segundo a geologia diluviana, foram depositados durante o dilúvio há cerca de 6 000 anos, foram realmente depositados gradualmente ao longo de muitos milhões de anos.

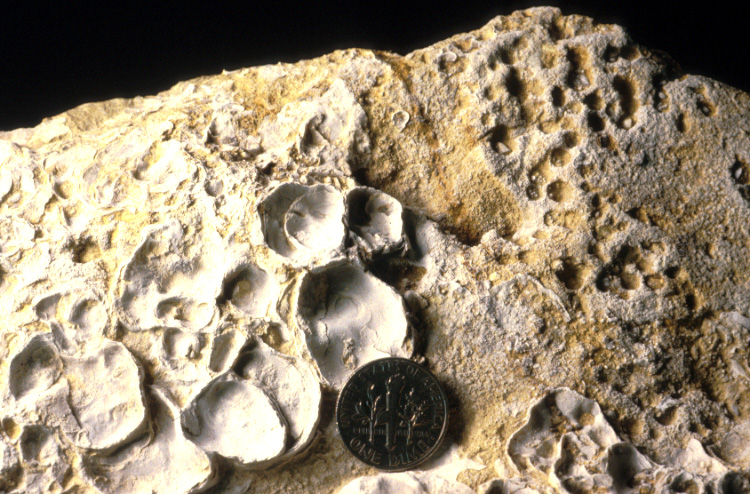
Este solo carbonatado duro do Jurássico com as suas gerações de ostras e bioerosão extensa não podia ter-se formado nas condições postuladas para o Dilúvio.

### Paleontologia
Se o dilúvio fosse responsável pela fossilização, então todos os animais agora fossilizados teriam de ter vivido juntos na Terra até ao dilúvio. Com base nas estimativas do número de restos enterrados na formação fóssil de Karoo na África, tal corresponderia a uma densidade mundial de vertebrados anormalmente elevada, próxima de 2.100 por acre.

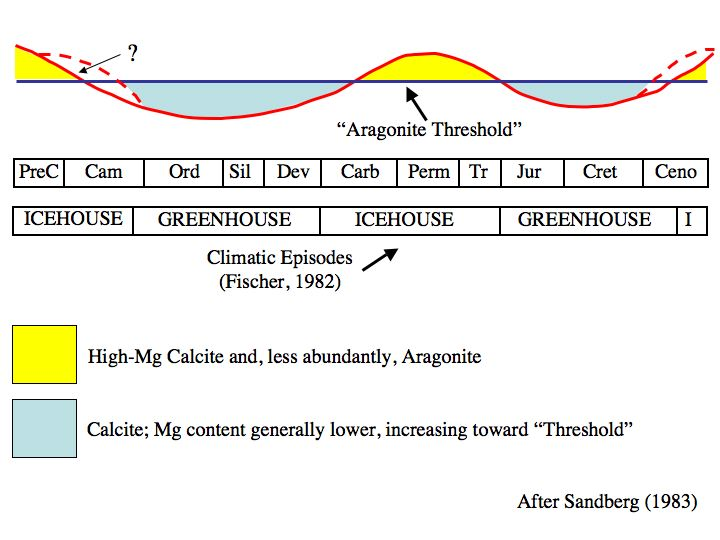
A alternância de mares de calcite e aragonite no tempo geológico.

Além disto, os solos carbonatados duros e os fósseis a eles associados mostram que os chamados sedimentos de inundação incluem evidências de longos hiatos na deposição e não são consistentes com a dinâmica ou temporização do dilúvio.

### Geoquímica
Os proponentes da geologia diluviana têm também dificuldades para explicarem a alternância entre mares de calcite e mares de aragonite durante o Fanerozoico. O padrão cíclico de solos carbonatados duros, ooides calcíticos e aragoníticos, e a fauna com conchas de calcite tem sido aparentemente controlado pelas velocidades de expansão do fundo oceânico e pela passagem de água do mar através de fontes hidrotermais que altera a sua razão Mg/Ca.

### Sitesde geologia diluviana
- Global Flood — Trabalho de John Baumgardner relacionado ao dilúvio do Génesis
- Geology Questions and Answers Page, Answers in Genesis
- Center for Scientific Creation de Walt Brown, apresentando a sua 'Teoria das hidroplacas'
- Biblical Evidence for the Universality of the Genesis Flood - Richard M. Davidson - John Nevin Andrews Professor of Old Testament Interpretation - Old Testament Department - Andrews University, Berrien Springs, Michigan

### Sitescríticos da geologia diluviana
- Answers In Creation — Old earth creationist website explaining the problems of young earth flood geology
- Flood Geology no TalkOrigins Archive
- History of the Collapse of "Flood Geology" and a Young Earth, adaptado do livro The Biblical Flood de Davis A. Young, ISBN 0-8028-0719-4